# Liste der denkmalgeschützten Objekte in Wallsee-Sindelburg
Die Liste der denkmalgeschützten Objekte in Wallsee-Sindelburg enthält die 16 denkmalgeschützten, unbeweglichen Objekte der Marktgemeinde Wallsee-Sindelburg im niederösterreichischen Bezirk Amstetten.

## Denkmäler
| Foto |                 | Denkmal                                                                                   | Standort                                       | Beschreibung | Metadaten |
| ---- | --------------- | ----------------------------------------------------------------------------------------- | ---------------------------------------------- | --- | --- |
| ja   | Datei hochladen | Römischer Kastellvicus Locus Felicis HERIS-ID: 112249 Objekt-ID: 130323                   | Großes Schmidfeld Standort KG: Wallsee         | Ein großflächiges Wiesengrundstück – zum Teil besiedelt. Ein in den letzten Jahrzehnten des ersten Jahrtausends entstandene römische Anlage, die bis in die Spätantike bestand. | BDA-Hist.: Q1735433 Status: Bescheid Stand der BDA-Liste: 2025-06-30 Name: Römischer Kastellvicus Locus Felicis GstNr.: 92, 93, 217/1, 217/2, 217/3, 223/1, 223/2, 255/1, 225/2, 225/3, 225/4, 229/1, 229/2, 299/4, 232/1, 232/2, 233, 234,235/1, 235/2 Kastell Wallsee |
| ja   | Datei hochladen | Spätrömisches Kleinkastell HERIS-ID: 111822 Objekt-ID: 129832                             | Ortsried Standort KG: Wallsee                  | Von dem spätantiken Restkastell, einer annähernd quadratischen Anlage mit einst bis zu 2,4 Meter starken Außenmauern, sind Mauerreste von bis zu 1,2 Meter Höhe erhalten. | BDA-Hist.: Q37826937 Status: § 9-Feststellung Bodendenkmal Stand der BDA-Liste: 2025-06-30 Name: Spätrömisches Kleinkastell GstNr.: 86/1, 86/2 |
| ja   | Datei hochladen | Kreuzsäule HERIS-ID: 31511 Objekt-ID: 28480                                               | gegenüber Blumenstraße 32 Standort KG: Ried    | Die laut Chronogramm im Jahre 1687 errichtete Kreuzsäule wurde 2014 auf den Parkplatz der Pfarrkirche versetzt. Sie trägt auf einem üppigen Kapitell ein Kreuzigungsrelief. | BDA-Hist.: Q37942778 Status: § 2a Stand der BDA-Liste: 2025-06-30 Name: Kreuzsäule GstNr.: 72/1 Kreuzsäule Wallsee |
| ja   | Datei hochladen | Rathaus/Gemeindeamt HERIS-ID: 31521 Objekt-ID: 28491                                      | Marktplatz 2 Standort KG: Wallsee              | Das Rathaus von Wallsee ist ein zweigeschoßiger Rechteckbau, der nach 1879 errichtet wurde, mit leicht eingestelltem quadratischen Turm. | BDA-Hist.: Q37942825 Status: § 2a Stand der BDA-Liste: 2025-06-30 Name: Rathaus/Gemeindeamt GstNr.: .68 Rathaus Wallsee |
| ja   | Datei hochladen | Bürgerhaus HERIS-ID: 31518 Objekt-ID: 28488                                               | Marktplatz 14 Standort KG: Wallsee             | Ein Eckhaus aus dem 16. Jahrhundert mit einem Kreuzgratgewölbe im Flur. Anmerkung: Liegt hier eine Verwechslung der Hausnummer – richtiges Objekt Marktplatz 24 vor? | BDA-Hist.: Q37942804 Status: Bescheid Stand der BDA-Liste: 2025-06-30 Name: Bürgerhaus GstNr.: .34 Bürgerhaus Marktplatz 14 Wallsee |
| ja   | Datei hochladen | Schloss Nieder-Wallsee HERIS-ID: 31513 Objekt-ID: 28482                                   | Schloss Wallsee 1 Standort KG: Wallsee         | Eine hoch über der Donau gelegene repräsentative Schlossanlage mit einem 40 Meter hohen ehemaligen Bergfried, die im Kern aus dem 14. Jahrhundert stammt und im 16. bis 18. Jahrhundert erweitert und ab 1895 späthistoristisch umgestaltet wurde. | BDA-Hist.: Q2799855 Status: Bescheid Stand der BDA-Liste: 2025-06-30 Name: Schloss Nieder-Wallsee GstNr.: 1/3, .75/1, .76, .77/1, .77/2 Schloss Wallsee |
| ja   | Datei hochladen | Zentralbereich des römischen Kastells Wallsee HERIS-ID: 112286 Objekt-ID: 130377seit 2014 | Standort KG: Wallsee                           | Der Zentralbereich des römischen Kastells Wallsee wurde in nachrömischer Zeit überbaut, Teile des Mauerwerks als billiges Baumaterial verwertet. Bei Umbauten und Abbrucharbeiten kommen immer wieder Zeugnisse aus römischer Zeit zutage. | BDA-Hist.: Q37830300 Status: Bescheid Stand der BDA-Liste: 2025-06-30 Name: Zentralbereich des römischen Kastells Wallsee GstNr.: 377/5, 377/2, 377/11 |
| ja   | Datei hochladen | Pfarrhof HERIS-ID: 31507 Objekt-ID: 28476                                                 | Sindelburg 1 Standort KG: Ried                 | Ein zweigeschoßiges Bauwerk, das 1705 errichtet und 1758 umgebaut wurde. Die Fassade mit profilierten Fenstern stammt aus einem weiteren Umbau in den Jahren 1901 bis 1908. | BDA-Hist.: Q37942745 Status: Bescheid Stand der BDA-Liste: 2025-06-30 Name: Pfarrhof GstNr.: 73/1 Pfarrhof Ried Wallsee |
| ja   | Datei hochladen | Hausberg Sommerau HERIS-ID: 31528 Objekt-ID: 28500                                        | Sommerau Standort KG: Schweinberg              | Münz- und Kleinfunde am Hausberg von Sommerau weisen auf eine spätantike militärische Anlage vom Typ eines Signal- oder Wachturms hin, die im Mittelalter mit einer Burg überbaut wurde. Die ältesten mittelalterlichen Funde reichen in die zweite Hälfte des 13. Jahrhunderts zurück, das Hauptfundmaterial in das 14. bis 15. Jahrhundert. Von der Burg ist im Gelände nur noch die Wallanlage (Erdwerk) erkennbar. | BDA-Hist.: Q37942865 Status: Bescheid Stand der BDA-Liste: 2025-06-30 Name: Hausberg Sommerau GstNr.: 109, 110, 111, 112/1 |
| ja   | Datei hochladen | Kath. Filialkirche hl. Anna, ehem. Steinbrecherkapelle HERIS-ID: 31512 Objekt-ID: 28481   | St.Anna-Gasse 5 Standort KG: Wallsee           | Eine frühbarocke Saalkirche mit einem vorgestellten Westturm, die urkundlich 1362 erwähnt, 1668 geweiht und 1879 teilweise umgestaltet wurde. Der Hochaltar mit einem Rokoko-Retabel stammt aus der Zeit um 1750 bis 1780. Die Orgel mit einem neobarocken Gehäuse ist ein Werk von Max Jakob (1900). | BDA-Hist.: Q37942789 Status: § 2a Stand der BDA-Liste: 2025-06-30 Name: Kath. Filialkirche hl. Anna, ehem. Steinbrecherkapelle GstNr.: .29 Filialkirche hl. Anna Wallsee                                                                                                |
| ja   | Datei hochladen | Kath. Pfarrkirche hl. Johannes der Täufer und Friedhof HERIS-ID: 31506 Objekt-ID: 28474   | Standort KG: Ried                              | Eine in erhöhter Lage erbaute zweischiffige spätgotische Hallenkirche mit einem vorgestellten mittelalterlichen Westturm, der 1705 erhöht und 1847 mit einem Spitzhelm versehen wurde. | BDA-Hist.: Q37942734 Status: § 2a Stand der BDA-Liste: 2025-06-30 Name: Kath. Pfarrkirche hl. Johannes der Täufer und Friedhof GstNr.: .16, 74 Pfarrkirche Sindelburg                                                                                                   |
| ja   | Datei hochladen | Kriegerdenkmal HERIS-ID: 31508 Objekt-ID: 28477                                           | Standort KG: Ried                              | Ein Steinpfeiler mit einem Adler aus dem Jahr 1923. | BDA-Hist.: Q37942756 Status: § 2a Stand der BDA-Liste: 2025-06-30 Name: Kriegerdenkmal GstNr.: 74 |
| ja   | Datei hochladen | Figurenbildstock hl. Johannes Nepomuk HERIS-ID: 31510 Objekt-ID: 28479                    | Standort KG: Wallsee                           | An der Kreuzung der Bergerngasse mit der Sankt-Severin-Straße steht eine Johannes-Nepomuk-Statue aus dem Jahr 1725. | BDA-Hist.: Q37942769 Status: § 2a Stand der BDA-Liste: 2025-06-30 Name: Figurenbildstock hl. Johannes Nepomuk GstNr.: 590/10 Johannes Nepomuk Wallsee |
| ja   | Datei hochladen | Figurenbildstock Maria Immaculata HERIS-ID: 31524 Objekt-ID: 28494                        | Standort KG: Wallsee                           | Eine von Johann Nikolaus Guyard, Reichsgraf von und zu Wallensee, gestiftete und von Benedikt Stöber 1710 errichtete Mariensäule. | BDA-Hist.: Q37942836 Status: § 2a Stand der BDA-Liste: 2025-06-30 Name: Figurenbildstock Maria Immaculata GstNr.: 377/2 Figurenbildstock Maria Immaculata Wallsee |
| ja   | Datei hochladen | Franz-Joseph-Denkmal HERIS-ID: 31525 Objekt-ID: 28495                                     | Standort KG: Wallsee                           | Der schwarze Marmor-Obelisk am Ortseingang von Wallsee wurde am 20. August 1910 anlässlich des 80. Geburtstags von Kaiser Franz Joseph I. enthüllt. Das Denkmal ruht auf drei Stufen und wird von einer Kaiserkrone geschmückt. | BDA-Hist.: Q37942845 Status: § 2a Stand der BDA-Liste: 2025-06-30 Name: Franz-Joseph-Denkmal GstNr.: 377/2 |
| ja   | Datei hochladen | Reithalle HERIS-ID: 64773 Objekt-ID: 77530                                                | Schloss Wallsee 1b, neben Standort KG: Wallsee | Das Gebäude mit Zinnenkranz ist im Stil des romantischen Historismus errichtet und befindet sich im südöstlichen Bereich es Schlossparkes. | BDA-Hist.: Q38108110 Status: Bescheid Stand der BDA-Liste: 2025-06-30 Name: Reithalle GstNr.: .28/2 Reithalle Wallsee |